# Will Turner
Will Turner, volledige naam William Turner Jr., is een personage uit de Pirates of the Caribbean-filmserie en afgeleide mediafranchise. Hij is een van de hoofdpersonages, en wordt gespeeld door Orlando Bloom. Will is de leerling van een smid in Port Royal. Hij is verliefd op Elizabeth Swann, de dochter van de gouverneur.

## Biografie

### Jonge jaren
Will is de enige zoon van de piraat "Bootstrap Bill" Turner. Volgens Jack Sparrow lijkt Will ook sterk op zijn vader, al heeft Will daar in het begin een totaal andere mening over. Bill was tijdens Wills jeugd echter niet aanwezig, en Will dacht dat zijn vader gewoon een zeeman was. Na zijn moeders dood reisde de 12-jarige Will af naar het Caraïbisch gebied om zijn vader te zoeken. Het schip waar hij zich op bevond werd echter aangevallen door de Black Pearl, hetzelfde piratenschip waar zijn vader ooit op werkte. Will werd gevonden door Commodore James Norrington, en meegenomen naar Port Royal. Daar werd hij leerling van de lokale smid.

### Pirates of the Caribbean: The Curse of the Black Pearl
In Pirates of the Caribbean: The Curse of the Black Pearl is Will hopeloos verliefd op de gouverneursdochter Elizabeth. Elizabeth was aanwezig op het schip dat Will redde. Terwijl hij aan boord was, ontdekte ze een medaillon om zijn nek met een van de muntstukken uit de schat van Cortés. Maar toen wist ze nog niet dat het van Cortés was. Ze stal het van hem, zodat niemand Will per ongeluk zou aanzien voor een piraat. Dat was op dat moment haar grootste angst en zorg.
Will is een van de beste zwaardmakers van Port Royal, en kan zelf ook zeer goed met een zwaard overweg. Dat blijkt wel wanneer Jack Sparrow in Port Royal arriveert en Will met hem een duel aangaat. Later, nadat Elizabeth is ontvoerd door Hector Barbossa en zijn bemanning, bevrijdt Will Jack uit de gevangenis omdat hij zijn hulp nodig heeft om Elizabeth te redden. Van Jack verneemt Will dat zijn vader een piraat was, iets wat hij in eerste instantie weigert te geloven. Jack voegt er echter aan toe dat Bill Turner de enige van de bemanning was die hem verdedigde tijdens de muiterij die 10 jaar geleden plaatsvond tegen Jack.
Na Elizabeth te hebben gered wordt Will echter zelf gevangen door de piraten. Hij verneemt van hen dat Bill Turner expres een goudstuk naar Will stuurde omdat hij vond dat de bemanning het verdiende vervloekt te blijven. Uit woede liet Barbossa Bill overboord gooien met een kanon aan zijn voeten. Pas daarna beseften ze dat ze zijn bloed nodig hadden om de vloek te breken. Aangezien dat niet meer mogelijk is, hebben ze nu Wills bloed nodig.
Aan het eind van de film verbreken Will en Jack de vloek. Om hem te bedanken voor zijn hulp helpt Will Jack te ontsnappen aan zijn executie. Will bekent ook eindelijk zijn liefde voor Elizabeth, en zij die voor hem.

### Pirates of the Caribbean: Dead Man's Chest
voorafgaand de film.   Een tijdje hervatte Will zijn gebruikelijke bezigheden en werkte hij in de smidse van John Brown, maar dat duurde niet lang. Kort na de slag om Isla de Muerta werden hij en Elizabeth door Jack naar Tortuga geroepen. Ze hadden een bijeenkomst in de Faithful Bride taverne waar Jack vertelde over het St. Piran's Blade, een zogenaamd magisch zwaard dat hij per ongeluk naar de bodem van de zee stuurde door het schip dat het droeg tot zinken te brengen. De ontmoeting werd onderbroken door de voormalige bemanning van Jack, die opnieuw ondood werd. Will en Elizabeth werden gevangen genomen, maar Jack wist te ontsnappen.
De vervloekte piraten dwongen Will en Elizabeth op hun schip en brachten hen naar hun geheime schuilplaats. Ze haalden ook de schat van het schip dat Jack zonk, inclusief het St. Piran's Blade. De vervloekte piraten wachtten tot de Black Pearl arriveerde, zodat ze haar naar de bodem van de oceaan konden sturen. Maar in plaats daarvan sloop Jack het fort binnen en bevrijdde Will en Elizabeth. Jack vocht tegen de vervloekte piraten met St. Piran's Blade, maar toen Elizabeth het pakte, begon het zwaard te gloeien van vuur, omdat zij de enige persoon was met het hart dat zuiver genoeg was om de kracht van het zwaard te activeren. De vervloekte piraten werden gemakkelijk verslagen en hun schip werd zwaar beschadigd door het kanon van de Pearl Na het gevecht haalden Will en Elizabeth Jack over om hen het magische mes te geven zodat ze het aan een museum konden schenken.
toen de beruchte ondode piraat Jolly Roger probeerde het Caribisch gebied over te nemen, koos Will de kant van de strijdkrachten die hem tegenstonden. Bij één gelegenheid bezocht hij het eiland Rambleshack, dat op dat moment werd aangevallen door Jolly Roger's Army. Bij het pakhuis ontmoette hij een piraat die een paar ogenblikken eerder uit de gevangenis van het eiland was ontsnapt. Nadat hij de piraat had herkend als Jack Sparrow's vriend, gaf Will de piraat een roestige zwaard, zodat de piraat op zijn minst enige bescherming kon hebben tegen de troepen van Jolly Rogers. Later keerde Will terug naar Port Royal, waar hij de piraat weer ontmoette en de piraat wat schermlessen gaf.
In Pirates of the Caribbean: Dead Man's Chest staan Will en Elizabeth op het punt te gaan trouwen wanneer beiden worden gearresteerd door Lord Cutler Beckett, het hoofd van de Britse Oost-Indische Compagnie. Hij arresteert hen voor het helpen van Jack Sparrow. Beckett biedt hen echter clementie als Will voor hem Jack Sparrows kompas vindt, en Jack rekruteert als Kaper.
Will vindt de Black Pearl bij het eiland Pelegosto, waar de bemanning is gevangen door kannibalen. Hij helpt hen ontsnappen en Jack stemt toe Will zijn kompas te geven als Will hem helpt een sleutel te vinden waarvan Jack nog niet weet waar hij voor is. Later vernemen ze van Tia Dalma dat de sleutel hoort bij de legendarische Dead Man’s Chest van Davy Jones. Wanneer Davy Jones opduikt probeert Jack Will aan te bieden om zo onder de afspraak die hij met Jones had gemaakt uit te komen. Davy Jones gaat niet akkoord, maar neemt Will wel gevangen.
Aan boord van de Flying Dutchman ontmoet Will zijn vader, "Bootstrap" Bill Turner, die nu lid is van Jones’ bemanning. Hij helpt Will om de sleutel van de Dead Man’s Chest te stelen van Jones. Will ontsnapt en zweert op een dag zijn vader te bevrijden. Dat kan als hij het hart van Davy Jones bemachtigt.
Wanneer Will arriveert op het eiland waar Jones’ hart begraven ligt, ontmoet hij opnieuw Jack en Elizabeth, die net uit de gevangenis is ontsnapt. Ook aanwezig is ex-Commodore James Norrington, nu een lid van Jacks bemanning. Ze vinden de kist, maar alle drie de heren willen het hart om verschillende redenen. Een gevecht ontstaat, waarbij Norrington het hart steelt net op het moment dat Jones’ mannen aanvallen.
Will, Elizabeth en Jack vluchten met de Black Pearl en weten de Flying Dutchman voor te blijven, maar dan roept Davy Jones de Kraken op. De bemanning weet te ontsnappen, maar Jack en de Black Pearl worden onder water getrokken door het zeemonster.
Will is net als de bemanning bedroefd om Jacks dood, maar om meer dan een reden. Met de Black Pearl, die nu ook is vergaan, kon hij Davy Jones verslaan. Tia Dalma vraagt of ze bereid zijn naar het eind van de wereld te gaan om Jack en de Pearl terug te halen. Allen stemmen toe.

### Pirates of the Caribbean: At World's End
Aan het begin van de derde film arriveert Will in Singapore samen met Barbossa en Elizabeth om te onderhandelen met Sao Feng. Deze wil eerst niet meewerken, totdat hij ziet dat er soldaten van de Oost-Indische compagnie arriveren en geen piraat meer veilig is. Hij geeft het drietal een schip en een kaart met de locatie van Davy Jones’ locker. Hierna redt Will samen met Tia Dalma en de bemanning van de Black Pearl Jack. Hij is geschokt wanneer Jack bekent dat Elizabeth hem blijkbaar een keer gedood heeft.
De relatie tussen Will en Elizabeth lijkt stuk te lopen, vooral omdat ze elkaar minder vertrouwen. In de climax van de film komt hij haar echter te hulp wanneer ze door Davy Jones wordt bedreigd. In het gevecht met Jones raakt Will dodelijk gewond, maar kan nog net voor hij sterft met behulp van Jack Jones’ hart doorboren met een mes. Hierdoor sterft Jones en wordt Will automatisch de nieuwe onsterfelijke kapitein van de Flying Dutchman. Hij beveelt de Dutchman om de Black Pearl te helpen in de strijd tegen Lord Beckett, en samen winnen ze de slag.
Wills hart wordt vervolgens uit zijn borst gesneden door zijn vader, en in de Dead Man's Chest geplaatst. Will heeft nu de taak die Davy Jones ooit had: over de Flying Dutchman heersen en de mensen die doodgaan op zee naar de overkant brengen. Dat betekent ook dat Will vanaf nu om de 10 jaar maar 1 dag aan land kan gaan. Will gebruikt zijn laatste dag op het land om met Elizabeth te trouwen, en een kind bij haar te verwekken.

### Later leven
Er bestond enige controversie onder kijkers en critici over Will's uiteindelijke lot. In de films wordt vermeld dat de kapitein van de Vliegende Hollander voor altijd aan het schip verbonden blijft, maar in verschillende blogposts en videocommentaren hebben de schrijvers en producers van de film naderhand aangegeven dat Will mogelijk na 10 jaar dienst permanent terug kan keren aan land omdat Elizabeth al die jaren trouw aan hem gebleven is, in tegenstelling tot Calypso die bij Davy Jones' eerste terugkeer niet op hem wachtte. Deze verklaring werd overigens pas gedaan nadat Orlando Bloom te kennen gaf zijn rol van Will Turner niet weer te willen vertolken in "Pirates of the Caribbean: On Stranger Tides."
Met het uitkomen van de vijfde film is hier meer duidelijkheid over gekomen. Will's zoon Henry weet hierin met behulp van Jack Sparrow Poseidon's Drietand te vinden en te breken, waardoor alle vloeken van de zee verbroken worden, inclusief die van de Flying Dutchman. Hierdoor kan Will, na 20 jaar gedwongen kapitein van de Flying Dutchman te zijn geweest, terugkeren aan land om de rest van zijn leven met Elizabeth door te brengen.

## Vaardigheden
Will Turner is een van de beste zwaardvechters in de drie films. Hij kan zelfs Jack Sparrow aan. Voordat hij Jack leerde kennen was hij tevens een ervaren smid. Will lijkt ook iedere situatie waarin hij belandt te kunnen overleven. In de loop van de drie films is hij meerdere malen ontsnapt uit hachelijke situaties.